# ماریس اسپایتز
ماریس اسپایتز (انگلیسی: Marreese Speights؛ زادهٔ ۴ اوت ۱۹۸۷) بازیکن بسکتبال اهل ایالات متحده آمریکا است.
از باشگاه‌هایی که در آن بازی کرده‌است می‌توان به کلیولند کاوالیرز، ممفیس گریزلیز، گلدن استیت واریرز، و فیلادلفیا سونتی‌سیکسرز اشاره کرد.